# Az elveszett cirkáló
Az elveszett cirkáló Rejtő Jenő (P. Howard álnéven írt) kalandregénye, melyet először 1938-ban adott ki a Nova Irodalmi Intézet.

## Történet
|  | Alább a cselekmény részletei következnek! |

A pireuszi kikötőben egy kölyökképű angol a bátyja, Tom nyomát keresi. Thomas Levent gyilkossággal vádolták, aki emiatt külföldre menekült, és állítólag beállt az idegenlégióba. Jólelkű csavargók, Rozsdással az élen a Kölyök segítségre sietnek. Részvénytársaságot alapítanak a Tom katonai találmányára felajánlott jutalom reményében. Ügyvezető-igazgatónak Piszkos Fredet választják, aki azonban Colombóban elrulettezte az utazásra szánt összeget. Ezért Piszkos Fred kénytelen ellopni a Balmoral nevű sorhajót, a Brit Királyi Haditengerészet keleti flottájának egyik legmodernebb cirkálóját. 
Az expedíció útnak indul Indokínába az eltűnt légionista felkutatására. Rozsdásék túlélnek egy nem mindennapi ciklont és túljárnak az őket üldöző angol hadiflotta eszén. Ráadásul megoldják őfelsége birodalmának kényes gyarmatügyi kérdését, és lelepleznek egy veszedelmes árulót. Többször megmentik a fiatal Earl of Sudessex életét, és végül teljesen váratlanul megtalálják a sokak által hiába keresett légionistát.
|  | Itt a vége a cselekmény részletezésének! |

## Szereplők
- Rozsdás (John Hallyburton)
- Kölyök (Edith Leven)
- Piszkos Fred
- Earl of Sudessex herceg
- Bradford vezérkari százados
- Főorvos Úr
- Bunkó
- Nagy Főnök
- Patterson (a többi regényben Dagadt Peters, Petters)
- Thomas Leven (Edith bátyja)
- Kvang generális
- Morrison Snyder

## Képregények

### Első megjelenések
- Az elveszett cirkáló (forgatókönyv: Kovács Sándor, rajz: Kovács Sándor),

(46 rész, 46 oldal, 138 kép), (Tolna megyei Népújság 1964. május 6. – július 8.), (Ajánlás: X), Fekete-fehér
- Az elveszett cirkáló (forgatókönyv: Cs. Horváth Tibor, rajz: Korcsmáros Pál),[2]

(20 rész, 20 oldal, 162 kép), (Lobogó 1968. 11–30. sz.), (Ajánlás: A), Lavírozott

## Hangoskönyv
A regényt a Kossuth Kiadó és a Mojzer Kiadó 2005-ben Rudolf Péter előadásában – közel 5 órás, MP3 formátumban – hangoskönyv változatban jelentette meg.
2019-ben a Hungaroton Kern András előadásában jelentette meg a regényt.

## Rádiójáték
Rádióra alkalmazta és rendezte: Vida Péter, zenei szerkesztő, hangmester: Bartha Roland. A Duna Médiaszolgáltató Nonprofit Zrt. megrendelésére, az MTVA megbízásából készítette a Thália Színház Nonprofit Kft. 2015-ben.

## Rovásírásos változat
Rejtő Jenő műve rovásírásos változatban is elkészült: Az elveszett cirkáló.

## Érdekesség
A Radzeer zenekar  elnevezése utalás Az elveszett cirkáló hajójára.